# Codonoblepharum crassinerve
Codonoblepharum crassinerve là một loài rêu trong họ Calymperaceae. Loài này được Mitt. Müll. Hal. mô tả khoa học đầu tiên năm 1874.